# Klosterlechfeld

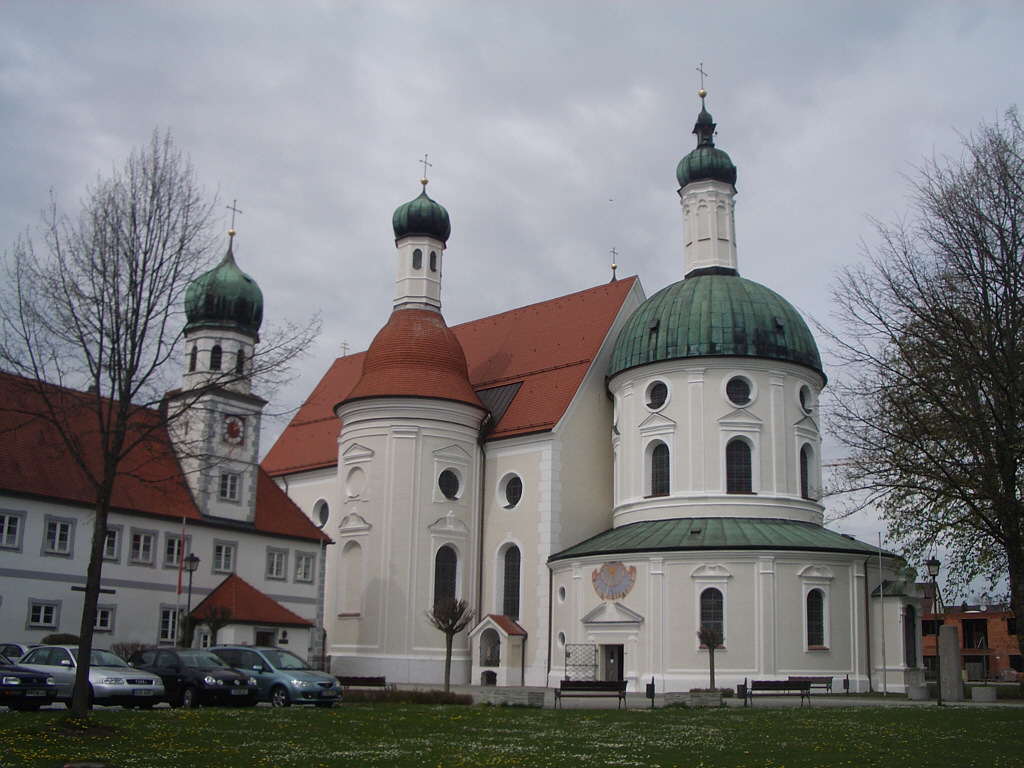
Barokowy kościół klasztorny

Klosterlechfeld – miejscowość i gmina w Niemczech, w kraju związkowym Bawaria, w rejencji Szwabia, w regionie Augsburg, w powiecie Augsburg, wchodzi w skład wspólnoty administracyjnej Lechfeld. Leży około 25 km na południe od Augsburga, przy drodze B17 i linii kolejowej Bobingen - Kaufering.

## Polityka
Wójtem gminy jest Peter Schweiger z CSU, rada gminy składa się z 14 osób.
|      | CSU | SPD | FWV | Unabhängige Klosterlechfelder WG | Razem |
| 2008 | 7   | 2   | 2   | 3                                | 14    |
| 2002 | 8   | 2   | 2   | 2                                | 14    |